# Creu de Guerra dels Teatres d'Operacions Exteriors
La Creu de Guerra dels Teatres d'Operacions Exteriors (francès: Croix de guerre des Théâtres d'Opérations Extérieures) és una condecoració francesa creada el 30 d'abril de 1921 per Alexandre Millerand, atorgada als militars que han obtingut, per fets de guerra, una citació individual en el curs d'operacions executades en els teatres d'operacions exteriors.
Penja a l'esquerra del pit, just després de la Creu de Guerra 1914-1918.
Porta diferents agulles, segons el nivell de comandament que l'atorgui:
- Una estrella de bronze per haver estat citat a nivell de Regiment o Brigada o unitat assimilada.
- Una estrella de plata per haver estat citat a nivell de Divisió
- Una estrella daurada per haver estat citat a nivell de Cos
- Una palma de bronze per haver estat citat a nivell d'Exèrcit
- Una palma de plata reemplaça 5 palmes de bronze.

Després de l'armistici de l'11 de novembre de 1918 es va fer palès que els soldats havien lluitat en teatres molt allunyats de la metròpoli, com Síria, Palestina, Constantinoble o al Marroc, per la qual es veié que era legítim permetre al comandament recompensar als soldats que s'havien distingit per accions de guerra.
La llei s'aprovà el 30 d'abril de 1921, creant-se una nova Creu de Guerra, i destinada a commemorar les citacions individuals obtingudes en els diversos graons dels exèrcits de terra i mar en el curs de les operacions executades després de l'11 de novembre de 1918 pels serveis de guerra directament lligats a l'expedició. Les modalitats d'atribució són les mateixes que per la Creu de Guerra 1914-1918.
Va quedar derogada el 5 de maig de 1992, si bé es va fer una excepció pels soldats destinats en operacions de guerra durant la Guerra del Kosovo (del 24 de març al 21 de juny de 1999).
Ha estat atorgada per les operacions executades:
- Al Llevant francès el 1918-1919
- A l'Orient el 1918-1920
- Al Marroc el 1918
- A l'Àfrica Equatorial Francesa (AEF) el 1919
- A l'Àfrica Occidental Francesa (AOF) de 1918 al 1921
- Al Marroc (Guerra del Rif) de 1921 al 1926
- A Indoxina (de 1918 al 1922 i del 1945 al 1954)
- A les missions militars a les Repúbliques Bàltiques (Estònia, Letònia i Lituània), a l'Alta Silèsia, a Txecoslovàquia, a Rússia, al Caucas, a Sibèria, a Hongria i a Romania
- A Madagascar el 1947
- A Corea de 1950 al 1953
- A l'Orient Mitjà (Egipte del 30 d'octubre al 31 de desembre de 1956 i a la Guerra del Golf del 17 de gener de 1991 al 5 de maig de 1992)
- A Kosovo (del 24 de març al 21 de juny de 1999)

La insígnia va ser gravada per l'escultor Albert Bartholomé.

## Disseny
Una creu pattée de bronze de 37mm de llarg amb dues espases creuades amb les puntes en alt. A l'anvers hi ha un medalló circular al centre de la creu, amb l'efígie de la República amb un gorro frigi i una corona de llorer. Al voltant hi ha un anell amb la llegenda "REPUBLIQUE FRANCAISE".
Al revers, dins del medalló hi ha la inscripció THÉÂTRES D'OPÉRATIONS EXTÉRIEURS (Teatres d'Operacions Exteriors).
Penja d'una cinta de 36mm d'ample. Al centre hi ha una franja blau cel de 18mm d'ample, amb una franja vermella de 9mm als costats.